# Unidad Nacional de Europol (España)
La Unidad Nacional de Europol, UNE, de la Policía Nacional actúa como órgano de enlace entre Europol y las autoridades policiales en España. Se encuadra dentro de la División de Cooperación Internacional, dependiente directamente del director general de la Policía, respondiendo al concepto de “multiagencia”. Conformada en su mayoría por personal de la Policía Nacional, y en menor medida de la Guardia Civil y de la Dirección Adjunta de Vigilancia Aduanera, su responsable es miembro de la Escala Superior.
Conforma junto con Área de Coordinación Internacional (ACI), la Oficina Nacional Central de Interpol y la Oficina SIRENE, la División de Cooperación Internacional de la Policía Nacional, dependiente del director general de la Policía.
La Unidad Nacional de Europol está compuesta por tres secciones: Coordinación Operativa, Técnica de Documentación y Técnica de Análisis. La UNE ejerce su actividad en coordinación con los funcionarios destacados en la Oficina de Enlace en Europol en La Haya. Destacado en la Unidad Nacional de Europol se encuentra un miembro de la Guardia Civil con rango de oficial, quién coordina las gestiones provenientes de la Guardia Civil.
Las policías autonómicas, Ertzaintza, Mozos de Escuadra y Policía Foral de Navarra tienen destacados oficiales de enlace, para atender aquellos asuntos que desde la Unidad Nacional de Europol se les derivan en virtud de su ámbito competencial y demarcación territorial.

## Estructura
La Unidad Nacional de Europol está compuesta por:
- Jefatura Unidad Nacional (HENU).
  - Secretaría.
  - Oficina Nacional de Enlace en Europol (La Haya).
  - Sección de Coordinación Operativa.
    - Grupo Operativo I.
    - Grupo Operativo II.

  - Sección Técnica de Documentación.
  - Sección Técnica de Análisis.